# عمارة اليمني
نجم الدين أبو محمد عمارة بن أبي الحسن بن علي بن زيدان بن أحمد الحكمي (515 هـ/ 1121 م - 2 رمضان 569 هـ/6 أبريل 1174 م) هو كاتب ومؤرخ وشاعر يمني من تهامة عاش في القرن السادس الهجري، واشتهر بارتباطه بالحكام الفاطميين في مصر. أوفده أمير مكة قاسم بن هاشم رسولاً إلى الفاطميين بالقاهرة، وفي بعثته الثانية قرر البقاء في القاهرة، وبها توفي. مآثاره «أرض اليمن وتاريخها» (وقد ترجمها هنري كسلز كاي إلى الإنكليزية) و«النكت العصرية في أخبار الوزراء المصرية»، نشرهما المستشرق هرتويغ درنبرغ.

## نسبه
هو عُمَارة بْن عَلِيّ بْن زَيْدَان، الفقيه أَبُو مُحَمَّد الحَكَميّ، نجم الدِّين الشّافعيّ الفَرَضيّ الشَّاعر المشهور ، من قبيلة بني الحكم.

## سيرته
ولِدَ عمارة بن أبي الحسن بن علي بن زيدان في بلدة مرطان الواقعة في سهل تهامة، ثُمَّ انتقل إلى زبيد، حيث التحق بإحدى مدارسها. غادر عمارة إلى الحجاز لأداء فريضة الحج، فالتقى هناك بشريف مكة القاسم بن هاشم بن فليتة، الذي أرسله إلى الفاطميين في مصر لأداء غرض ما. وصل عمارة إلى مصر في ربيع الأول 550 هـ، حين كانت الخلافة للفائز بن الظافر، فدخل على الخليفة ومدحه بقصيدة نالت رضاه. وفي شوال من نفس السنة عاد عمارة إلى مكة، ومرَّ على القاسم بن هاشم قبل أن يعود إلى زبيد في صفر 551 هـ. وعندما غادر عمارة في السنة الثانية للحج كلَّفه شريف مكة بمهمة أخرى إلى الخليفة الفاطمي، غير أنَّه لم يُطِل البقاء في مصر وعاد إلى زبيد مسرعاً. ثُمَّ ارتحل إلى مصر بعد عودته، وهذه المرة بقي في صحبة الخليفة الفاطمي وتوطَّدت علاقته معه. كان عمارة شاعراً بارعاً، وكاتباً مؤرخاً، أرَّخ لليمن وزبيد، وصنَّف كتاباً في أخبار وزراء مصر، وهو إلى جانب ذلك فقيهاً شافعياً لم يمنعه دفاعه المستميت عن المذهب السنِّي من مناصرة الفاطميين. وعندما سقطت الدولة الفاطمية في يد صلاح الدين أظهر عمارة الولاء له ظاهرياً، ومدحه في شعره، لكنَّه اشترك مع ثمانية آخرين من المقربين للخليفة الفاطمي في مراسلة الصليبيين ومحاولة عقد حلف معهم لطرد قوات صلاح الدين، وبعد أن كُشِفت خططهم واعترفوا بالمؤامرة أمر صلاح الدين بصلب الثمانية جميعاً، فأُعدِمَ عمارة اليمني في شهر رمضان من سنة 569 هـ صلباً.

## مؤلفاته
لعمارة عدة مؤلفات تنسب إليه منها:
- «أرض اليمن وتاريخها ».
- «المُفِيد في أخبار زبيد».
- «النُّكت العصريَّة في أخبار الوزراء المصريَّة».

## من قصائدة
- أبيض مجردة أم عيون
- برح بي عاذل
- رتبة الحكم السنيه
- إني غنيت بعز الدين عن نفر
- أصبح عبد الحضرة العالية
- أركبك الموت يا عطيه
- يا أيها الملك الذي
- أفدي معذب مهجتي أفديه
- قد كان حبي محض
- يا دهر قد أكثرت في التلوين
- وقائلة مالي أرى الجو مظلماً
- أضحت على شط الخليج ذخائري
- يا أعور العين قل لي
- سأجمل نفسي عنك فعل مخفف
- يا سائلي عن فروض الجود أو سننه[6]